# Guarcino
Guarcino – miejscowość i gmina we Włoszech, w regionie Lacjum, w prowincji Frosinone.
Według danych na rok 2004 gminę zamieszkiwały 1662 osoby, 39,6 os./km².